# Dakhlasiren marocensis
Dakhlasiren marocensis (лат.) — вид вымерших морских млекопитающих из семейства Protosirenidae отряд сирен, единственный в роде Dakhlasiren. Известен по ископаемым остаткам из отложений формации Самлат (Samlat Formation) в Западной Сахаре, датируемых верхним эоценом (приабонский ярус).  Предполагается, что, как и другие Protosirenidae, Dakhlasiren питался мягкой подводной растительностью, росшей далеко от берега. В отличие от Protosiren, у Dakhlasiren была редуцирована мускулатура языка и и отсутствовала жевательная поверхность в передней части нижней челюсти, что представляет ещё бо́льшую специализацию к данному типу питания.